# 浦野誓二
浦野 誓二（うらの せいじ、2001年8月8日 - ）は、アメリカ合衆国、フェアファックス出生、レストン出身の男性フィギュアスケート選手（アイスダンス、男性シングル）。パートナーはハーロウ・リネラ・スタンリー。元パートナーは高井あや、ディアナ・アーノルド、アンナ・ルイス、吉田唄菜など。
主な戦績は、2024年メキシコ選手権2位など。

## 競技成績
- 2024-2025シーズンからはハーロウ・リネラ・スタンリーとのカップル

### 主な戦績
- CS - ISUチャレンジャーシリーズ

| 大会名                       | 2024–25 | 2025–26 |
| ---------------------------- | ------- | ------- |
| 四大陸選手権                 | 14位    |         |
| CS ゴールデンスピン          | 11位    |         |
| アイスダンスドルトレヒト     |         | 6位     |
| レークプラシッドアイスダンス |         | 20位    |
| エーニャダンス杯             | 13位    |         |
| ソフィア杯                   | 9位     |         |
| エデュスポート杯             | 6位     |         |
| NRW杯                        | 12位    |         |
| メキシコ選手権               | 2位     |         |